# Cryptus gravenhorstii
Cryptus gravenhorstii là một loài tò vò trong họ Ichneumonidae.